# Chesterfield (cigarette)
Pour les articles homonymes, voir Chesterfield (homonymie).

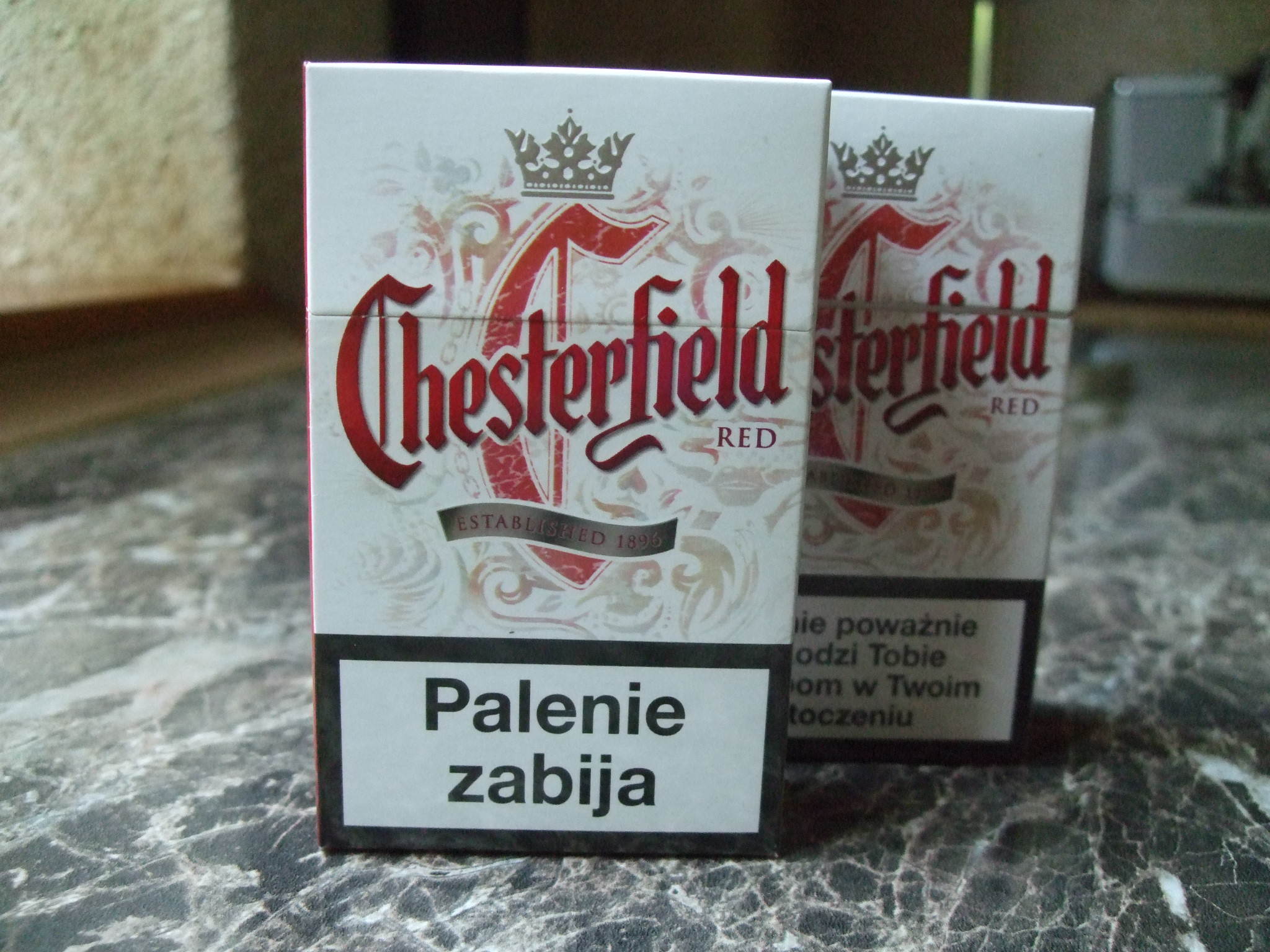
Paquet de cigarettes Chesterfield Red

Chesterfield est une marque de cigarettes créée et introduite en 1883 par la société de tabac Drummond (en). 
Il en existe deux sortes : les paquets rouges (classiques) et les paquets bleus (« light »). 

## Histoire
Les cigarettes Chesterfield ont d'abord été fabriquées et vendues en 1883 par la société de tabac Drummond, de Saint-Louis, Missouri, aux États-Unis qui était la propriété de James T. Drummond (1834-1897), un fabricant de tabac. 
Après la mort de Drummond en 1897, James Duke, de l'American Tobacco Company (en), rachète la société Drummond en octobre de l'année suivante. Enfin, Liggett & Myers s'allie avec l'ATC en 1899. 
American Tobacco a assuré la fabrication des Chesterfield jusqu'à la fin de l'alliance avec Liggett & Myers, en 1911. Chesterfield tombe alors dans l'escarcelle de Liggett & Myers et la compagnie de tabacs de James Duke, la W. Duke, Sons & Company, en devient une filiale. 
Liggett & Myers obtient un grand succès en 1913 grâce à Chesterfield et à un coup de pouce de la RJ Reynolds Tobacco Company pour l'introduction des cigarettes Camel, mais aussi avec le développement et l'industrialisation du tabac dans le Raj britannique et l'Indochine française qui deviennent les principaux fournisseurs de tabac de l'entreprise. 
À l'origine, les Chesterfield sont dans un format de 70 mm non filtré, et la marque est la première en Amérique à passer au format 85 mm en 1952. La version filtrée est introduite en 1966, suivie des Chesterfield 101S en 1967 ; ce format renaît sous le nom de Chesterfield 100S en 1983. Les Chesterfield Light sont lancées en 1988. 
Le nom de la Liggett & Myers Tobacco Company est changé en Liggett en 1976. 
En 1978, Liggett vend les droits internationaux de ses marques au groupe Philip Morris International. 
Vingt et un ans plus tard, Philip Morris, maintenant sous l'égide du groupe Altria, rachète les droits américains de Chesterfield, Liggett, L & M et des marques Lark. Aujourd'hui Philip Morris fabrique toujours Chesterfield et la marque est distribuée dans de nombreux pays du monde.

## Au cinéma
Chesterfield fut rendue célèbre notamment à travers le film de Jean-Luc Godard À bout de souffle (1960) dans lequel la cigarette fumée par l'actrice Jean Seberg est une Chesterfield.
Des Chesterfield sont également fumées par Willie (John Lurie) et Eva (Eszter Bálint) dans Stranger Than Paradise de Jim Jarmusch.
Heywood gagne un paquet de Chesterfield lors d'un pari avec ses camarades de prison dans Les Évadés (en France) ou The Shawshank Redemption (aux États-Unis) de Frank Darabont.
On aperçoit également souvent des paquets de Chesterfield dans la série à succès d'HBO Boardwalk Empire.
Rod Serling, créateur de la série La Quatrième Dimension (1959 à 1964) fume des Chesterfield, et en fait parfois la promotion, lors de ses brèves apparitions en fin de chaque épisode.